# Nyavyondo (vattendrag)
Nyavyondo är ett vattendrag i Burundi.   Det ligger i provinsen Muramvya, i den nordvästra delen av landet, 40 km nordost om huvudstaden Bujumbura.
Omgivningarna runt Nyavyondo är en mosaik av jordbruksmark och naturlig växtlighet. Runt Nyavyondo är det tätbefolkat, med 308 invånare per kvadratkilometer.